# Arrampicata artificiale
L'arrampicata artificiale è un tipo di arrampicata in cui i punti di ancoraggio sono utilizzati per la progressione.

## Descrizione

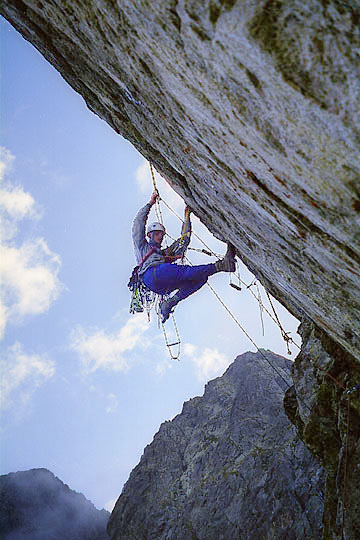
Un arrampicatore impegnato in arrampicata artificiale in strapiombo

Il termine si contrappone ad arrampicata libera, in cui nessun mezzo artificiale è utilizzato per la progressione, ma solo per la sicurezza:
- nell'arrampicata artificiale l'arrampicatore progredisce appendendosi o issandosi sul suo equipaggiamento
- nell'arrampicata libera l'arrampicatore sale utilizzando solo le conformazioni naturali della roccia, e utilizza la corda e le protezioni solamente in caso di caduta o per appendersi alle soste.

In generale, l'arrampicata artificiale mette meno l'accento sulle attitudini atletiche o sulla forza fisica, ma più sulle capacità tecniche, nonostante gli aspetti fisici dell'arrampicata artificiale di alto livello non vadano sottostimati. Le tecniche d'artificiale sono utilizzate più sovente sulle vie lunghe, che richiedono una grande resistenza, sia fisica che mentale.

### Tecnica
Le tecniche di arrampicata artificiale sono molteplici. Quella più comune prevede che l'arrampicatore inserisca le protezioni nelle fessure o in altre conformazioni della roccia, quindi ci colleghi una staffa, salga sulla staffa, e ripeta il procedimento. Un'altra tecnica molto usata prevede di trazionarsi con le braccia su un ancoraggio posto in alto per poi autoassicurarvisi (con una Daisy Chain, una longe o un fiffi) o farsi bloccare dal compagno di cordata (resting). Nell'ambito dell'arrampicata sportiva tale manovra viene definita "azzerare il passaggio". 
Altre tecniche prevedono di sfruttare direttamente la corda di cordata come ausilio alla progressione, come la tecnica della doppia corda, la trazione laterale o il pendolo. Oltre ai normali ancoraggi utilizzati nell'arrampicata libera (chiodi, friend, spit...) nell'arrampicata artificiale viene usata un'ampia varietà di attrezzi specifici, come sky-hook, rurp, bird-beak, micro-nut, copperhead, allumin-head e persino piccoli rivetti accoppiati ad un rivet-hanger (minuscolo cavetto in acciaio con occhiello a strozzo).
Come nell'arrampicata libera, la tecnica abituale implica due arrampicatori, uno che sale e l'altro che assicura. Anche nell'arrampicata artificiale è possibile l'arrampicata in solitaria, tuttavia l'impegno fisico e mentale richiesto dalla arrampicata artificiale in solitaria è di molto superiore rispetto alla presenza di un compagno di scalata.

### Grado di difficoltà
Per l'arrampicata artificiale viene utilizzata una scala di sei gradi crescenti dall'A0 all'A5 (più un settimo a parte) basata sulla difficoltà e sulla quantità di strumenti artificiali usati.